# Memoriał Mario Albisettiego w Chodzie Sportowym 2013
Memoriał Mario Albisettiego w Chodzie Sportowym 2013 – zawody lekkoatletyczne, które odbyły się 17 marca w szwajcarskim Lugano. Rywalizowano w chodzie na 20 kilometrów. Impreza zaliczana była do cyklu IAAF Race Walking Challenge w sezonie 2013.

## Rezultaty
| Poz. | Zawodnik         | Rezultat |
| ---- | ---------------- | -------- |
| 1.   | Wang Zhen        | 1:19:08  |
| 2.   | Rusłan Dmytrenko | 1:20:38  |
| 3.   | Kevin Campion    | 1:21:02  |
| 4.   | Nazar Kowałenko  | 1:21:10  |
| 5.   | Isaac Palma      | 1:21:13  |
| 6.   | Łukasz Nowak     | 1:21:17  |
| 7.   | Xu Faguang       | 1:21:35  |
| 8.   | Pedro Gómez      | 1:21:38  |

| Poz. | Zawodniczka                | Rezultat    |
| ---- | -------------------------- | ----------- |
| 1.   | Liu Hong                   | 1:27:06     |
| 2.   | Mirna Ortiz                | 1:28:54 =AR |
| 3.   | Lina Bikułowa              | 1:28:58     |
| 4.   | Katarzyna Kwoka            | 1:29:21 NR  |
| 5.   | Paulina Buziak             | 1:30:15     |
| 6.   | Elisa Rigaudo              | 1:30:49     |
| 7.   | Anežka Drahotová           | 1:30:54     |
| 8.   | Brigita Virbalytė-Dimšienė | 1:31:47     |

## Rekordy
Podczas zawodów ustanowiono 2 krajowe rekordy w kategorii seniorów:
| Zawodnik        | Reprezentacja | Konkurencja           | Rezultat |
| --------------- | ------------- | --------------------- | -------- |
| Mirna Ortiz     | Gwatemala     | Chód na 20 kilometrów | 1:28:54  |
| Katarzyna Kwoka | Polska        | Chód na 20 kilometrów | 1:29:21  |